# Всеобщие выборы в Нигере (2016)
Всеобщие выборы в Нигере проходили 21 февраля и 20 марта 2016 года. Первый тур президентских и парламентские выборы прошли 21 февраля. Из 15 кандидатов в президенты, включая баллотировавшегося на второй срок президента Махамаду Иссуфу, никто не набрал большинства, поэтому 20 марта прошёл второй тур. Кроме Иссуфу на пост президента претендовали два основных оппозиционных кандидата: бывший премьер-министр Сейни Умару из партии Национальное движение за общественное развитие, который проиграл Иссуфу на предыдущих президентских выборах 2011 года, и Хама Амаду от Нигерского демократического движения за Африканскую федерацию, который с ноября 2015 года проводил свою кампанию, находясь в тюрьме.
В предшествовавшие выборам месяцы Нигер столкнулся с целой чередой нападений, в первую очередь со стороны экстремистской организации Боко харам, поэтому предвыборная кампания в первую очередь касалась вопросов безопасности, а также борьбы с нищетой.
В первом туре Иссуфу набрал наибольшее число голосов, но не достиг абсолютного большинства. Оппозиция бойкотировала второй тур президентских выборов и Иссуфу, получив подавляющее число голосов, стал победителем.

## Избирательная система
Президент Нигера избирается на всеобщих прямых выборах, проходящих в два тура.
В Национальное собрание входит 171 депутат. Депутаты избираются двумя способами: 158 депутатов избираются в 8 многомандатных округах, соответствующих 7 регионам Нигера и столице Ниамею, на основе пропорционального партийного представительства. Кроме этого, 8 мест зарезервировано за национальными меньшинствами и 5 депутатов представляют граждан Нигера, живущих за границей (по одному от каждого континента), которые избираются в одномандатных округах.

## Результаты

### Президентские выборы
Второй тур проходил 20 марта 2016 года при бойкоте со стороны оппозиции. Результаты были обнародованы 22 марта, согласно которым президент Иссуфу получил 92,5 % голосов при явке 60 %. Оппозиция отвергла результаты как поддельные, заявив, что Нигер «не имеет легитимного президента после окончания первого срока Иссуфу».
| Кандидат                            | Партия                                                      | 1-й тур   | 1-й тур | 2-й тур   | 2-й тур |
| Кандидат                            | Партия                                                      | Голоса    | %       | Голоса    | %       |
| ----------------------------------- | ----------------------------------------------------------- | --------- | ------- | --------- | ------- |
| Махамаду Иссуфу                     | Партия за демократию и социализм Нигера                     | 2 252 016 | 48,43   | 4 105 499 | 92,49   |
| Хама Амаду                          | Нигерское демократическое движение за африканскую федерацию | 824 500   | 17,73   | 333 143   | 7,51    |
| Сейни Умару                         | Национальное движение за общество развития                  | 563 613   | 12,12   |           |         |
| Махаман Усман                       | Нигерское движение за демократическое обновление            | 290 688   | 6,25    |           |         |
| Ибраим Якуба                        | Нигерское патриотическое движение                           | 201 982   | 4,34    |           |         |
| Кассум Моктар                       | Конгресс за республику                                      | 135 176   | 2,91    |           |         |
| Абду Лабо                           | Демократическая и социальная конвенция                      | 97 382    | 2,09    |           |         |
| Амаду Сеифу                         | Социал-демократическое объединение                          | 82 965    | 1,78    |           |         |
| Амаду Сиссе                         | Союз за демократию и республику                             | 69 115    | 1,49    |           |         |
| Лауан Магажи                        | Альянс за демократическое обновление                        | 44 685    | 0,96    |           |         |
| Адаль Рубед                         | Демократическое движение за обновление                      | 27 350    | 0,59    |           |         |
| Абдулайе Амаду Траоре               | Партия прогресса за объединённый Нигер                      | 18 681    | 0,40    |           |         |
| Таиру Гимба                         | Демократическое движение за развитие и защиту свобод        | 18 335    | 0,40    |           |         |
| Махаман Жан Филип Падону            | Конвергенция за демократию и прогресс                       | 16 508    | 0,35    |           |         |
| Махаман Хамиссу Маман               | Партия справедливости и развития                            | 7211      | 0,16    |           |         |
| Недействительных/пустых бюллетеней  | Недействительных/пустых бюллетеней                          | 415 249   | -       | 94 625    | -       |
| Всего                               | Всего                                                       | 5 065 456 | 100     | 4 533 267 | 100     |
| Зарегистрированных избирателей/Явка | Зарегистрированных избирателей/Явка                         | 7 580 598 | 66,82   | 7 581 540 | 59,79   |
| Источник: Конституционный суд       |                                                             |           |         |           |         |

### Выборы в Национальное собрание
На парламентских выборах партии, поддерживавшие Иссуфу, получили большинство в Национальном собрании с 118 местами из 171.
| Партия                                                                | Голоса    | %     | Места | +/-   |
| --------------------------------------------------------------------- | --------- | ----- | ----- | ----- |
| Партия за демократию и социализм Нигера                               | 1 701 372 | 35,73 | 75    | +41   |
| Нигерское демократическое движение за африканскую федерацию           | 613 905   | 12,89 | 25    | +2    |
| Национальное движение за общество развития                            | 488 584   | 10,26 | 20    | -5    |
| Патриотическое движение за республику                                 | 339 798   | 7,14  | 13    | новая |
| НДДО — ПСДН                                                           | 198 444   | 4,17  | 6     | +6    |
| Нигерское патриотическое движение                                     | 155 003   | 3,26  | 5     | новая |
| Нигерский альянс за демократию и прогресс                             | 140 579   | 2,95  | 4     | -4    |
| Социал-демократическое объединение                                    | 137 577   | 2,89  | 4     | +4    |
| Демократическая и социальная конвенция                                | 114 321   | 2,40  | 3     | 0     |
| Конгресс за республику                                                | 122 449   | 2,57  | 3     | новая |
| Союз за демократию и республику                                       | 114 141   | 2,40  | 3     | -4    |
| Альянс движений за возрождение Нигера                                 | 142 642   | 3,00  | 3     | новая |
| Объединение за демократию и республику                                | 105 037   | 2,21  | 2     | -4    |
| Демократический альянс за Нигер                                       | 73 977    | 1,55  | 1     | новая |
| Альянс за демократическое обновление                                  | 69 458    | 1,46  | 2     | +2    |
| Социал-демократическая партия                                         | 43 164    | 0,91  | 2     | новая |
| Партия национального единства и развития                              | 25 492    | 0,54  | 0     | новая |
| Нигерская прогрессивная партия — Африканское демократическое движение | 22 956    | 0,48  | 0     | 0     |
| Нигерская партия самоуправления                                       | 22 438    | 0,47  | 0     | 0     |
| Конвергенция за демократию и прогресс                                 | 16 923    | 0,36  | 0     | новая |
| Народная демократическая партия                                       | 16 674    | 0,35  | 0     | 0     |
| Новое поколение за Нигер                                              | 16 136    | 0,34  | 0     | новая |
| Союз независимых нигерцев                                             | 13 333    | 0,28  | 0     | -1    |
| Движение за демократию и реформы                                      | 12 912    | 0,27  | 0     | новая |
| Социально-революционное движение за демократию                        | 11 282    | 0,24  | 0     | новая |
| Движение за единство и восстановление нации                           | 8693      | 0,18  | 0     | новая |
| IPP/RAYUWA                                                            | 8335      | 0,18  | 0     | новая |
| Демократическое движение за обновление                                | 6525      | 0,14  | 0     | новая |
| Союз социалистических нигерцев                                        | 5250      | 0,11  | 0     | 0     |
| Национальное движение за реформы и социальный прогресс                | 4806      | 0 10  | 0     | новая |
| Союз за демократию и социальный прогресс                              | 4163      | 0,09  | 0     | новая |
| Партия соглашения и мира                                              | 2392      | 0,05  | 0     | новая |
| Социалистическая партия                                               | 2356      | 0,05  | 0     | новая |
| Движение нигерских демократов за реформы                              | 360       | 0,01  | 0     | 0     |
| Nigerien Convention for the Republic                                  | 66        | 0,00  | 0     | 0     |
| GIE Bunkasa                                                           | 18        | 0,00  | 0     | новая |
| CDR-Boukata                                                           | 13        | 0,00  | 0     | новая |
| Независимые                                                           | 113       | 0,00  | 0     | 0     |
| Недействительных/пустых бюллетеней                                    | 259 377   | -     | -     | -     |
| Всего                                                                 | 5 020 167 | 100   | 171   | +58   |
| Зарегистрированных избирателей/Явка                                   | 7 574 958 | 66,27 | -     | -     |
| Источник: CENI                                                        |           |       |       |       |